# Berinsfield
Berinsfield is een civil parish in het bestuurlijke gebied South Oxfordshire, in het Engelse graafschap Oxfordshire met 2806 inwoners.

## Geboren
- Mark Wright (1963), Engels voetballer

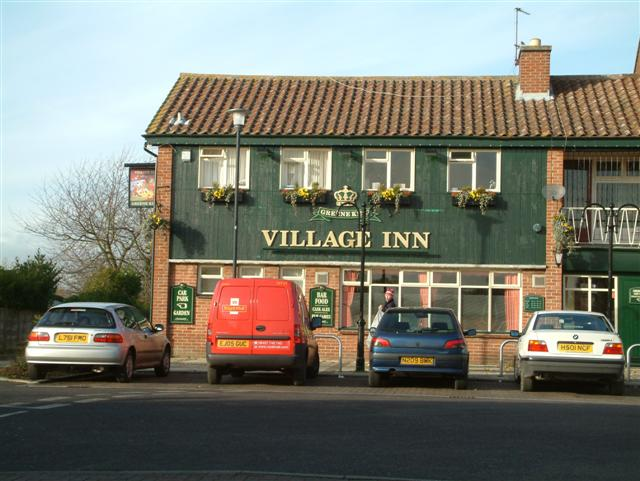
Pub
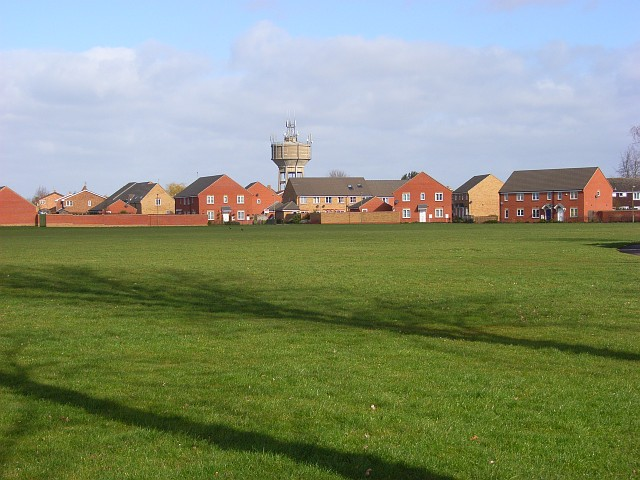
Huizen in Berinsfield